# Блок партії пенсіонерів України
Бло́к па́ртії пенсіоне́рів Украї́ни — блок партій пенсіонерів (складається з Партії захисту пенсіонерів України та Партії пенсіонерів України), зареєстрований 26 серпня 2007 р. для участі в позачергових парламентських виборах; політичне об'єднання громадян України: пенсіонерів, ветеранів війни і праці, інвалідів. За підсумками набрав 34 845 голосів (0,14%), опинившись на 13-му місці з 20-ти учасників.
Перша десятка виборчого списку Блоку партії пенсіонерів України на виборах Верховної Ради-2007:
- Фелікс Петросян, голова Партії пенсіонерів України, заступник голови Одеської облради;
- Володимир Хмельницький, член Партії пенсіонерів України, директор ВАТ "Укрпівденавтотехсервіс";
- Сергій Усольцев, член Партії пенсіонерів України, директор компанії "Будівельні інвестиції";
- Людмила Герасимова, член Партії пенсіонерів України, президент благодійного фонду імені Л. Герасимової;
- Тетяна Нагорна, член Партії пенсіонерів України, голова Київської обласної партійної організації;
- Валерій Аксьонов, член Партії пенсіонерів України, завідувач нейрохірургічного відділення Одеської обласної клінічної лікарні;
- Сергій Карцев, безпартійний, заступник голови Миколаївської облдержадміністрації;
- Самвел Хандамірян, член Партії пенсіонерів України, генеральний менеджер ТОВ "Аріс";
- Володимир Кузьменков, член Партії пенсіонерів України, на пенсії;
- Геннадій Курдаков, член Партії пенсіонерів України, голова Всеукраїнського союзу військовослужбовців кадру і запасу громадської ради Міністерства оборони.